# Electrònica digital
L'electrònica digital és un camp de l'electrònica que implica l'estudi dels senyals digitals i l'enginyeria dels dispositius que els utilitzen o els produeixen. Això contrasta amb l'electrònica analògica que treballa principalment amb senyals analògics. Malgrat el nom, els dissenys d'electrònica digital inclouen importants consideracions de disseny analògic.
Els circuits electrònics digitals es fan generalment a partir de grans conjunts de portes lògiques, sovint empaquetats en circuits integrats. Els dispositius complexos poden tenir representacions electròniques simples de funcions lògiques booleanes.

## Història
El sistema de nombres binaris va ser refinat per Gottfried Wilhelm Leibniz (publicat el 1705) i també va establir que mitjançant l'ús del sistema binari es podien unir els principis de l'aritmètica i la lògica. La lògica digital tal com la coneixem va ser el nen de George Boole a mitjans del segle XIX. En una carta de 1886, Charles Sanders Peirce va descriure com es podien dur a terme operacions lògiques mitjançant circuits de commutació elèctrica. Finalment, els tubs de buit van substituir els relés per a les operacions lògiques. La modificació de Lee De Forest de la vàlvula Fleming el 1907 es podria utilitzar com a porta AND. Ludwig Wittgenstein va introduir una versió de la taula de veritat de 16 files com a proposició 5.101 del Tractatus Logico-Philosophicus (1921). Walther Bothe, inventor del circuit de coincidències, va compartir el Premi Nobel de Física de 1954, per crear la primera porta electrònica AND moderna el 1924.
Els ordinadors analògics mecànics van començar a aparèixer al segle I i més tard es van utilitzar a l'època medieval per als càlculs astronòmics. A la Segona Guerra Mundial, els ordinadors analògics mecànics es van utilitzar per a aplicacions militars especialitzades, com ara el càlcul de la punteria dels torpedes. Durant aquest temps es van desenvolupar els primers ordinadors digitals electrònics, amb el terme digital proposat per George Stibitz el 1942. Originalment eren de la mida d'una habitació gran, consumint tanta energia com diversos centenars d'ordinadors moderns.
Claude Shannon, demostrant que les aplicacions elèctriques de l'àlgebra de Boole podrien construir qualsevol relació numèrica lògica, finalment va establir les bases de la computació digital i els circuits digitals en la seva tesi de màster de 1937, que es considera sens dubte la tesi de màster més important que s'hagi escrit mai, guanyant el premi. 1939 Premi Alfred Noble .
El Z3 va ser un ordinador electromecànic dissenyat per Konrad Zuse. Acabat el 1941, va ser el primer ordinador digital programable i totalment automàtic del món. El seu funcionament va ser facilitat per la invenció del tub de buit el 1904 per John Ambrose Fleming.
Al mateix temps que el càlcul digital va substituir els elements analògics de circuits purament electrònics aviat van substituir els seus equivalents mecànics i electromecànics. John Bardeen i Walter Brattain van inventar el transistor de punt de contacte als laboratoris Bell el 1947, seguits per William Shockley va inventar el transistor d'unió bipolar als laboratoris Bell el 1948.
A la Universitat de Manchester, un equip sota el lideratge de Tom Kilburn va dissenyar i construir una màquina utilitzant els transistors recentment desenvolupats en comptes de tubs de buit. El seu " ordinador transistoritzat ", i el primer del món, estava en funcionament el 1953, i una segona versió es va completar allà l'abril de 1955. A partir de 1955, els transistors van substituir els tubs de buit en els dissenys d'ordinadors, donant lloc a la "segona generació" d'ordinadors. En comparació amb els tubs de buit, els transistors eren més petits, més fiables, tenien una vida útil indefinida i requerien menys potència que els tubs de buit, de manera que emetien menys calor i permetien concentracions de circuits molt més denses, fins a desenes de milers en un espai relativament compacte.
El 1955, Carl Frosch i Lincoln Derick van descobrir els efectes de passivació superficial del diòxid de silici. El 1957 Frosch i Derick, utilitzant l'emmascarament i la predeposició, van poder fabricar transistors d'efecte de camp de diòxid de silici; els primers transistors plans, en què el drenatge i la font eren adjacents a la mateixa superfície. Als Bell Labs, es va adonar immediatament de la importància de la tècnica Frosch i Derick i dels transistors. Els resultats del seu treball van circular per Bell Labs en forma de notes BTL abans de ser publicats el 1957. A Shockley Semiconductor, Shockley havia fet circular la preimpressió del seu article el desembre de 1956 a tot el seu personal superior, inclòs Jean Hoerni, que més tard inventaria el procés planar el 1959 mentre estava a Fairchild Semiconductor.. Als Bell Labs, JR Ligenza i WG Spitzer van estudiar el mecanisme dels òxids cultivats tèrmicament, van fabricar una pila de Si/ SiO 2 d'alta qualitat i van publicar els seus resultats el 1960. Després d'aquesta investigació als Bell Labs, Mohamed Atalla i Dawon Kahng van proposar un transistor MOS de silici el 1959 i van demostrar amb èxit un dispositiu MOS que funcionava amb el seu equip de Bell Labs el 1960. L'equip va incloure EE LaBate i EI Povilonis que van fabricar el dispositiu; MO Thurston, LA D'Asaro i JR Ligenza que van desenvolupar els processos de difusió, i HK Gummel i R. Lindner que van caracteritzar el dispositiu.
Mentre treballava a Texas Instruments el juliol de 1958, Jack Kilby va registrar les seves idees inicials sobre el circuit integrat (IC), i després va demostrar amb èxit el primer circuit integrat en funcionament el 12 de setembre de 1958. El xip de Kilby estava fet de germani. L'any següent, Robert Noyce de Fairchild Semiconductor va inventar el circuit integrat de silici. La base de l'IC de silici de Noyce va ser el procés pla de Hoerni.
Els avantatges del MOSFET inclouen una gran escalabilitat, assequibilitat, baix consum d'energia i alta densitat de transistors. La seva ràpida velocitat de commutació electrònica també la fa ideal per generar trens de polsos,  la base de senyals digitals electrònics, en contrast amb els BJT que, més lentament, generen senyals analògics semblants a ones sinusoïdals. Juntament amb la integració a gran escala MOS (LSI), aquests factors fan del MOSFET un important dispositiu de commutació per a circuits digitals . El MOSFET va revolucionar la indústria electrònica i és el dispositiu semiconductor més comú .
En els primers dies dels circuits integrats, cada xip estava limitat a només uns pocs transistors, i el baix grau d'integració significava que el procés de disseny era relativament senzill. Els rendiments de fabricació també eren bastant baixos per als estàndards actuals. L'àmplia adopció del transistor MOSFET a principis de la dècada de 1970 va donar lloc als primers xips d'integració a gran escala (LSI) amb més de 10.000 transistors en un sol xip. Després de l'àmplia adopció de CMOS, un tipus de lògica MOSFET, a la dècada de 1980, milions i milers de milions de MOSFET es podien col·locar en un xip a mesura que avançava la tecnologia,  i els bons dissenys requerien una planificació exhaustiva, donant lloc a nous mètodes de disseny.. El nombre de transistors de dispositius i la producció total va arribar a cotes sense precedents. La quantitat total de transistors produïts fins al 2018 s'ha estimat en 1,3×1022 (13 sextilió ).
La revolució sense fil (la introducció i la proliferació de xarxes sense fil ) va començar als anys 90 i es va permetre amb l'àmplia adopció dels amplificadors de potència de RF basats en MOSFET ( MOSFET de potència i LDMOS ) i circuits de RF ( RF CMOS ). Les xarxes sense fil permetien la transmissió digital pública sense necessitat de cables, la qual cosa conduïa a televisió digital, ràdio digital i satèl·lit, GPS, Internet sense fil i telèfons mòbils durant els anys 90  –  els 2000.

## Propietats
Un avantatge dels circuits digitals en comparació amb els circuits analògics és que els senyals representats digitalment es poden transmetre sense degradació causada pel soroll. Per exemple, un senyal d'àudio continu transmès com una seqüència d'1s i 0s, es pot reconstruir sense error, sempre que el soroll captat en la transmissió no sigui suficient per evitar la identificació dels 1s i 0s.
IEn un sistema digital, es pot obtenir una representació més precisa d'un senyal utilitzant més dígits binaris per representar-lo. Tot i que això requereix més circuits digitals per processar els senyals, cada dígit és gestionat pel mateix tipus de maquinari, el que resulta en un sistema fàcilment escalable. En un sistema analògic, la resolució addicional requereix millores fonamentals en la linealitat i les característiques de soroll de cada pas de la cadena del senyal .

## Construcció

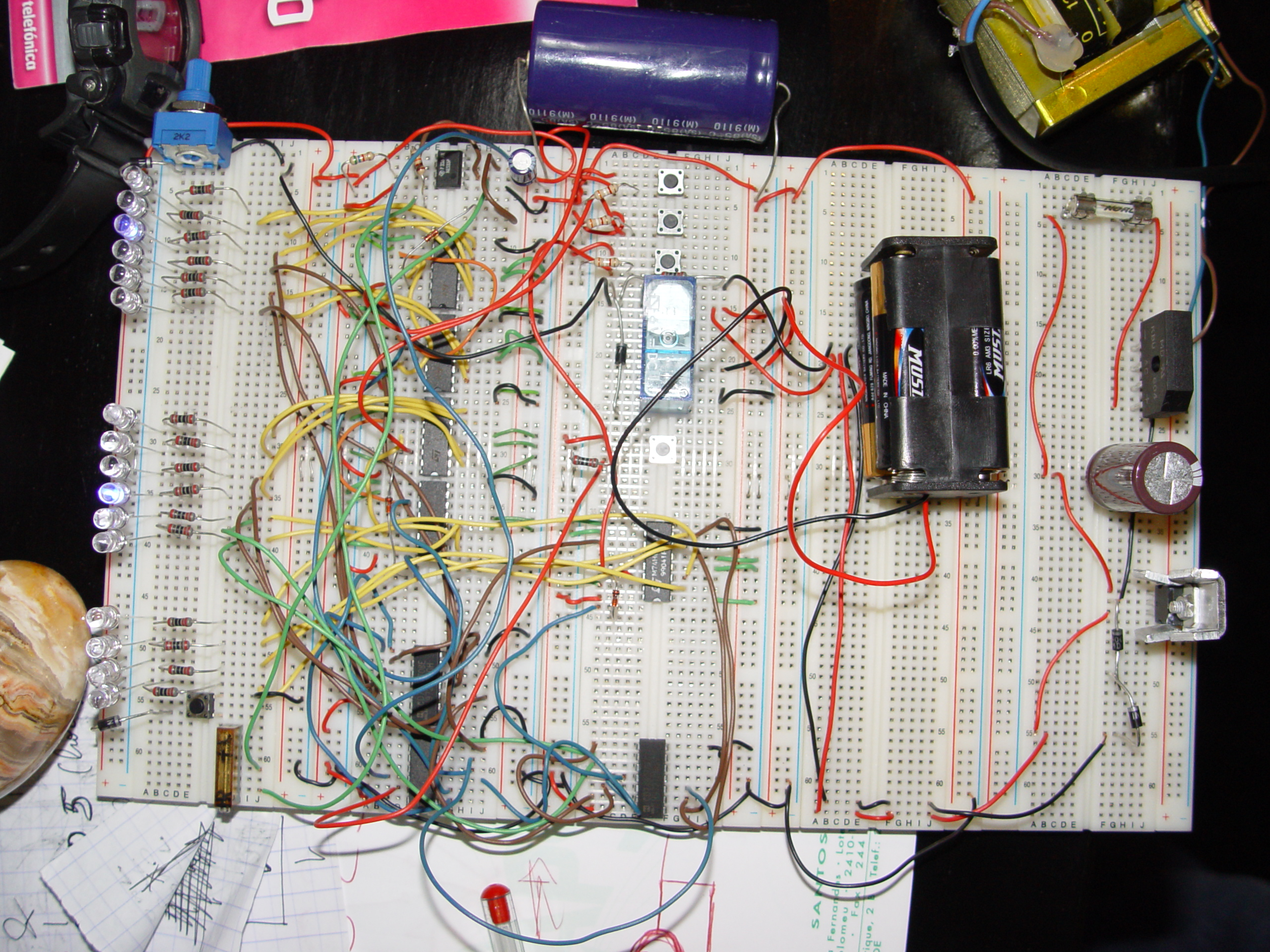
Un rellotge binari, cablejat a mà en plaques de prova

Un circuit digital es construeix normalment a partir de petits circuits electrònics anomenats portes lògiques que es poden utilitzar per crear lògica combinacional. Cada porta lògica està dissenyada per realitzar una funció de lògica booleana quan actua sobre senyals lògics. Una porta lògica es crea generalment a partir d'un o més interruptors controlats elèctricament, normalment transistors, però les vàlvules termoiòniques han tingut un ús històric. La sortida d'una porta lògica pot, al seu torn, controlar o alimentar més portes lògiques.
Una altra forma de circuit digital es construeix a partir de taules de cerca (moltes es venen com a " dispositius lògics programables ", tot i que existeixen altres tipus de PLD). Les taules de cerca poden realitzar les mateixes funcions que les màquines basades en portes lògiques, però es poden reprogramar fàcilment sense canviar el cablejat. Això significa que un dissenyador sovint pot reparar errors de disseny sense canviar la disposició dels cables. Per tant, en productes de petit volum, els dispositius lògics programables solen ser la solució preferida. Normalment estan dissenyats per enginyers que utilitzen programes d'automatització de disseny electrònic.
Els circuits integrats consisteixen en diversos transistors en un xip de silici i són la manera menys costosa de fer un gran nombre de portes lògiques interconnectades. Els circuits integrats solen estar interconnectats en una placa de circuit imprès que és una placa que conté components elèctrics i els connecta amb traces de coure.

## Disseny
Els enginyers utilitzen molts mètodes per minimitzar la redundància lògica per tal de reduir la complexitat del circuit. La reducció de la complexitat redueix el nombre de components i els possibles errors i, per tant, normalment redueix el cost. La redundància lògica es pot eliminar mitjançant diverses tècniques conegudes, com ara els diagrames de decisió binaris, l'àlgebra de Boole, els mapes de Karnaugh, l' algorisme Quine–McCluskey i el mètode informàtic heurístic . Aquestes operacions es realitzen normalment en un sistema de disseny assistit per ordinador.
Els sistemes incrustats amb microcontroladors i controladors lògics programables s'utilitzen sovint per implementar lògica digital per a sistemes complexos que no requereixen un rendiment òptim.

### Disseny informàtic

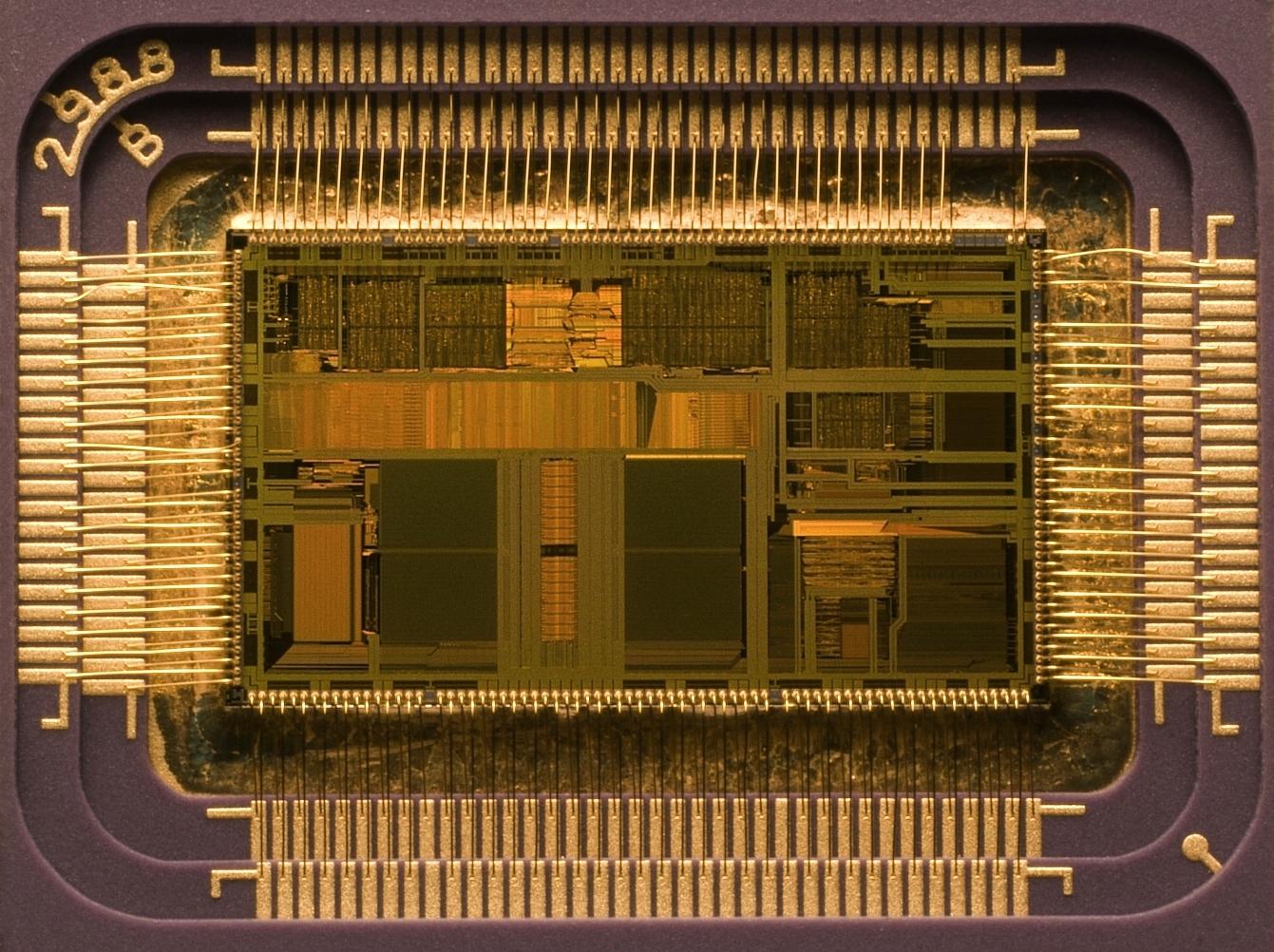
Microprocessador Intel 80486DX2

La màquina lògica de transferència de registres de propòsit més general és un ordinador. Aquest és bàsicament un àbac binari automàtic. La unitat de control d'un ordinador es dissenya normalment com un microprograma executat per un microseqüenciador . Un microprograma s'assembla molt a un toc de piano. Cada entrada de taula del microprograma comanda l'estat de cada bit que controla l'ordinador. Aleshores, el seqüenciador compta, i el recompte s'adreça a la màquina de memòria o lògica combinacional que conté el microprograma. Els bits del microprograma controlen la unitat lògica aritmètica, la memòria i altres parts de l'ordinador, inclòs el propi microseqüenciador. D'aquesta manera, la complexa tasca de dissenyar els controls d'un ordinador es redueix a la tasca més senzilla de programar una col·lecció de màquines lògiques molt més senzilles.
Gairebé tots els ordinadors són sincrònics. Tanmateix, també s'han construït ordinadors asíncrons. Un exemple és el nucli ASPIDA DLX . Un altre va ser ofert per ARM Holdings. Tanmateix, no tenen cap avantatge de velocitat perquè els dissenys d'ordinadors moderns ja funcionen a la velocitat del seu component més lent, normalment la memòria. Utilitzen una mica menys d'energia perquè no es necessita una xarxa de distribució de rellotges. Un avantatge inesperat és que els ordinadors asíncrons no produeixen soroll de ràdio espectralment pur. S'utilitzen en alguns controladors d'estació base de telèfon mòbil sensibles a la ràdio. Poden ser més segurs en aplicacions criptogràfiques perquè les seves emissions elèctriques i de ràdio poden ser més difícils de descodificar.

### Arquitectura d'ordinadors
L'arquitectura informàtica és una activitat d'enginyeria especialitzada que intenta disposar els registres, la lògica de càlcul, els busos i altres parts de l'ordinador de la millor manera possible per a una finalitat concreta. Els arquitectes informàtics han treballat molt per reduir el cost i augmentar la velocitat dels ordinadors, a més d'augmentar la seva immunitat als errors de programació. Un objectiu cada cop més comú dels arquitectes informàtics és reduir l'energia utilitzada en sistemes informàtics alimentats amb bateries, com ara els telèfons intel·ligents.

## Famílies lògiques
El disseny digital va començar amb una lògica de relé que és lenta. De tant en tant es produiria una fallada mecànica. Les sortides de ventilació eren normalment uns 10, limitades per la resistència de les bobines i l'arc en els contactes d'alts voltatges.
Més tard, es van utilitzar tubs de buit. Aquests eren molt ràpids, però generaven calor i no eren fiables perquè els filaments es cremarien. Els fan-outs eren normalment de 5 a 7, limitats per l'escalfament del corrent dels tubs. A la dècada de 1950, es van desenvolupar tubs d'ordinador especials amb filaments que ometen elements volàtils com el silici. Aquests van funcionar durant centenars de milers d'hores.
La primera família de lògics de semiconductors va ser la lògica de resistors-transistors. Això era mil vegades més fiable que els tubs, funcionava més fred i utilitzava menys energia, però tenia un ventilador molt baix de 3. La lògica díode-transistor va millorar la sortida de ventilació fins a uns 7 i va reduir la potència. Alguns dissenys DTL van utilitzar dues fonts d'alimentació amb capes alternes de transistors NPN i PNP per augmentar la sortida del ventilador.
La lògica transistor-transistor (TTL) va ser una gran millora respecte a aquests. En els primers dispositius, el fan-out va millorar fins a 10, i les variacions posteriors van aconseguir de manera fiable 20. El TTL també va ser ràpid, amb algunes variacions que van aconseguir temps de commutació tan baixos com 20 ns. El TTL encara s'utilitza en alguns dissenys.
La lògica acoblada de l'emissor és molt ràpida però utilitza molta potència. Va ser àmpliament utilitzat per a ordinadors d'alt rendiment, com l'Illiac IV, format per molts components de mitjana escala.
De lluny, els circuits integrats digitals més comuns construïts avui en dia utilitzen la lògica CMOS, que és ràpida, ofereix una alta densitat de circuits i poca potència per porta. Això s'utilitza fins i tot en ordinadors grans i ràpids, com l'IBM System z.

## Desenvolupaments recents
El 2009, els investigadors van descobrir que els memristors poden implementar un emmagatzematge d'estat booleà i proporciona una família lògica completa amb quantitats molt petites d'espai i potència, utilitzant processos de semiconductors CMOS familiars.
El descobriment de la superconductivitat ha permès el desenvolupament de la tecnologia de circuits quàntics de flux únic ràpid (RSFQ), que utilitza unions Josephson en lloc de transistors. Més recentment, s'està intentant construir sistemes informàtics purament òptics capaços de processar informació digital utilitzant elements òptics no lineals.